# شرکت دانش‌بنیان
شرکت دانش‌بنیان یا شرکت متمرکز بر دانش، (به انگلیسی: Knowledge enterprise) به شرکت‌هایی گفته می‌شود که دانش و فناوری، جزئی جدایی‌ناپذیر از دارایی آن‌ها باشد. دانش‌بنیان در ایران شرکت یا مؤسسه خصوصی یا تعاونی است که به‌منظور هم‌افزایی علم و ثروت، توسعه اقتصاد دانش‌محور، تحقق اهداف علمی و اقتصادی شامل گسترش، کاربرد نوآوری و تجاری‌سازی نتایج حاصل از تحقیق و توسعه در حوزهٔ فناوری‌های پیشرفته، با ارزش افزوده فراوان و براساس معیارهای موردنظر قانون تأیید می‌شود.
بنابر قانون ایران شرکت‌های دولتی، مؤسسات و نهادهای عمومی غیردولتی و نیز شرکت‌ها و مؤسساتی که بیش از ۵۰٪ از مالکیت آن‌ها متعلق به شرکت‌های دولتی، مؤسسات و نهادهای عمومی غیردولتی باشد، مشمول حمایت‌های این قانون نیستند.
در روسیه نیز مؤسسه روستیخ، جهت ایجاد، توسعه و ادغام شرکت‌های فناوری پیشرفته و دانش‌بنیان در سال ۲۰۰۷ شکل گرفت.

## قانون شرکت دانش‌بنیان
قانون حمایت از شرکت‌ها و مؤسسات دانش‌بنیان و تجاری‌سازی نوآوری‌ها و اختراعات مشتمل بر سیزده ماده و شش تبصره در تاریخ ۵ آبان ۱۳۸۹ جهت دستیابی به اقتصاد دانش‌بنیان، به تصویب مجلس رسید و پس از تأیید شورای نگهبان در تاریخ سی آبان همان سال جهت اجرا به مجلس شورای اسلامی ابلاغ شد.